# 메리 그로스
메리 그로스(Mary Gross, 1953년 3월 25일 ~ )는 미국의 희극인, 배우, 성우이다.
시카고에서 태어났다.

## 출연 작품
- 마이티 윈드 (2003년)
- 40 데이즈 40 나이트 (2002년)
- 불가사리 3 (2001년)
- 야러그래츠 (1998년)
- 프랙티컬 매직 (1998년) - 데비 역
- 산타클로스 (1994년)
- 퍼블릭 에네미 (1993년)
- 그냥 파 봤어 (1992년)
- 비버리 힐스 돌격대 (1989년)
- 비밀의 목소리 (1988년)
- FBI 아카데미 (1988년)
- 첫경험 (1988년)
- 신비한 말 (1988년)
- 인생의 반전 (1988년)
- 베이비 붐 (1987년)
- 지상의 낙원 (1986년) - 잭키 역

### 텔레비전
- 새터데이 나이트 라이브 (1981-85)
- 미녀 마법사 사브리나 (1997-2000)
- 어코딩 투 짐 (2003) - 신시아 역